# Paul Potts
Paul Robert Potts (Kingswood, 13 ottobre 1970) è un cantante britannico, vincitore della prima edizione del Talent show Britain's Got Talent.
Ha partecipato alla prima edizione del Talent show ideato da Simon Cowell, venendo premiato dal voto popolare. Il suo primo album, One Chance, successivo alla vittoria nel programma televisivo, ha venduto nel solo Regno Unito oltre 2 milioni di copie, e il singolo Nessun dorma è arrivato in seconda posizione in Germania e in ottava in Austria.
Nel 2013 è uscito il film sulla sua vita One Chance - L'opera della mia vita, nel quale esegue nella colonna sonora.

## Biografia
Nato e cresciuto nella città di Kingswood, sviluppa una passione per il canto di fin da bambino, quando inizia ad esibirsi in vari cori. Ciononostante, Potts rinuncia momentaneamente alle aspirazioni artistiche a causa di un calo di autostima dovuto al bullismo scolastico che subisce in questi anni. Completata la formazione scolastica inizia quindi a svolgere vari lavori, tra cui quello di commesso presso un negozio della compagnia telefonica Carphone Warehouse, lavoro che svolgeva subito prima di intraprendere la carriera musicale professionistica. Dalla fine degli anni '90 inizia tuttavia a esibirsi a teatro con compagnie minori, iniziando di fatto la sua carriera musicale sebbene in ambito dilettantistico.
Nel 2007 accede alla prima edizione di Britain's Got Talent, format ideato da Simon Cowell, eseguendo il classico lirico Nessun dorma durante la prima audizione televisiva. La performance gli dona immediatamente successo all'interno e all'esterno del programma, permettendogli di vincere la competizione e di firmare un contratto con le case discografiche Syco e Columbia Records. Pubblica dunque il suo album d'esordio One Chance, che ottiene un buon riscontro commerciale vendendo oltre 3 milioni di copie a livello mondiale. Inizia contestualmente ad eseguire varie performance televisive e concertistiche.
Nel 2009 pubblica il suo secondo album Passione, costituito interamente da brani in lingua italiana, che seppur non raggiungendo il successo del precedente album riesce comunque ad entrare in varie classifiche. Nel 2010 esce il suo terzo album Cinema paradiso, che include cover di brani tratti da note colonne sonore. Nel 2013 viene realizzato un film sulla sua storia intitolato One Chance - L'opera della mia vita, in cui il suo ruolo viene interpretato da James Corden. Viene inoltre realizzato un libro biografico dallo stesso titolo.
Negli anni successivi continua a pubblicare album ed eseguire performance, prendendo inoltre parte alla trasmissione America's Got Talent: The Champions nel 2019.

## Discografia

### Album
- 2007 – One Chance - prima posizione in Germania per 7 settimane rimanendo in classifica 53 settimane, Official Albums Chart per 3 settimane, Svezia per 5 settimane, Norvegia, Danimarca per 4 settimane, Australia per 2 settimane, Canada, Irlanda e Nuova Zelanda per 6 settimane, terza in Austria, quarta in Svizzera e Olanda, nona in Spagna con 19 dischi di platino e 1 disco d'oro
- 2009 – Passione - prima in Nuova Zelanda, terza in Germania, quarta in Canada, quinta in Austria, Regno Unito e Svezia, settima in Australia, nona in Svizzera e Olanda; contiene 10 brani tutti cantati in lingua italiana.
- 2010 - Cinema Paradiso - contiene 11 colonne sonore e molti brani sono cantati in lingua italiana, compresa la canzone del film Titanic[11][12]
- 2013 - One Chance: The Incredible True Story of Paul Potts - colonna sonora del film One Chance - L'opera della mia vita
- 2014 - Home (Sony) - seconda posizione in Nuova Zelanda; contiene 14 brani[13]
- 2017 - On Stage - contiene 15 brani[14]
- 2018 - Winter Dreams - contiene 14 brani[15]